# Apanteles mimi
Apanteles mimi är en stekelart som beskrevs av Papp 1974. Apanteles mimi ingår i släktet Apanteles och familjen bracksteklar. Inga underarter finns listade i Catalogue of Life.